# آونگ واژگون

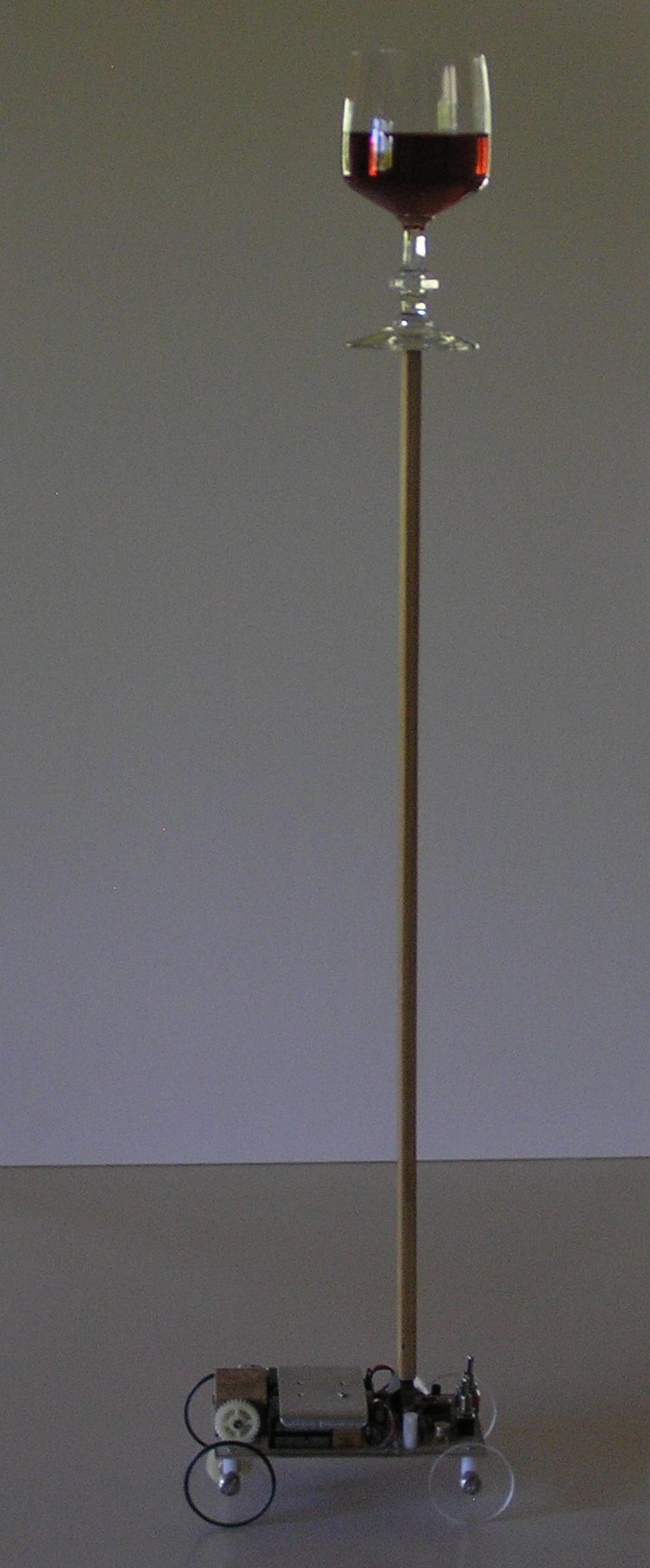
نمایی از گاری متعادل‌کننده، یک‌نوع سیستم رباتیک ساده در حوالی سال ۱۹۷۶. این گاری شامل یک‌سیستم خودمهار کاری است که زاویهٔ میله را کنترل می‌کند و گاری را به جلو و عقب حرکت می‌دهد تا آن را در حالت ایستاده نگه‌دارد.

آونگ واژگون (به انگلیسی: Inverted pendulum) یا پاندول معکوس، نوعی آونگ است که مرکز جرم (نقطه ثقل) آن بالای نقطه چرخش آن قرار دارد. آونگ واژگون وضعیتی ناپایدار دارد و بدون کمک جانبی، سقوط می‌کند. این آونگ را می‌توان با استفاده از یک سامانه کنترل که به پایش زاویه میله می‌پردازد به صورت باثبات معلق نگه داشت. آونگ واژگون یک مسئله کلاسیک در دینامیک و نظریه کنترل به‌شمار می‌رود.
سیستم پاندول معکوس دورانی دارای دینامیک غیرخطی، ناپایدار، غیرمینیمم فاز و زیرفعال است و در نتیجه پایدارسازی و کنترل این سیستم همواره مورد توجه بوده است. عوامل تأثیرگذار روی سیستم اختلال عوامل محیطي و نيز اغتشاشات می‌باشند که باعث شده‌اند تا کنترل این سیستم به عنوان یک مسئله پیچیده همواره مطرح باشد. این سیستم، یک مسئله کنترلی بسیار متداول جهت آموزش تئوری‌های کنترل خطی و غیرخطی مربوط به سیستم‌های مکانیکی با دینامیک غیرخطی، روباتیک، موشک، وسایل نقلیه هوایی و سفینه‌های فضایی می‌باشد که در مراکز تحقیقاتی سراسر جهان مورد استفاده قرار می‌گیرد. نوعی از این سیستم برای کنترل تعادل موتورسیکلت در حرکت دوار برای مسیرهای با شعاع های مختلف مورد استفاده قرار می‌گیرد. این سیستم با توجه به ویژگی‌های ناپایداری، غیرخطی و غیرمینیمم فاز بودن به منظور تست و آزمایش کنترلرهای مختلف کاربرد دارد.